# Bürgerstiftung Braunschweig
Die Bürgerstiftung Braunschweig wurde am 18. September 2003 im Zuge eines Festaktes in der Dornse des Braunschweiger Altstadtrathauses gegründet. Ihr Entstehen war maßgeblich durch einen Vortrag des damaligen niedersächsischen Justizministers Christian Pfeiffer im August 2002 initiiert worden.
Unter dem Motto „Mitdenken – Mittragen – Mitgestalten“ will die Stiftung insbesondere soziale und kulturelle Aktivitäten fördern. Im Jahr 2022 förderte sie 177 Projekte. Außerdem entwickelt die Bürgerstiftung eigene Projekte und führt sie mit der Unterstützung vieler ehrenamtlicher Personen durch. Eigenprojekte sind beispielsweise: Auf dem Weg zum Buch (Leseförderung an Braunschweiger Schulen und Kitas), Radeln ohne Alter, BürgerSport im Park oder das Bürgersingen. 2020 veröffentlichte die Bürgerstiftung erstmals den Braunschweig imPuls-Report. In dem Heft finden Lesende viele Zahlen und Fakten rund um Braunschweig, die zu eigenem Engagement motivieren sollen. 2022 erschien der zweite Braunschweig imPuls.
Einschließlich der von ihr verwalteten Treuhandstiftungen und rechtlich selbstständigen Stiftungen beträgt das Stiftungsvermögen der Bürgerstiftung rund 20,5 Mio. Euro (Stand: 2022). In Projekte wurden im Jahr 2022 868.121 Euro investiert.
Die Stiftung ist Unterzeichnerin der Initiative Transparente Zivilgesellschaft.
Seit April 2015 trägt die Stiftung das Qualitätssiegel für gute Treuhandstiftungsverwaltung und seit 2004 das Gütesiegels des Arbeitskreises Bürgerstiftungen.

## Bürger-Brunch
Einer breiten Braunschweiger Öffentlichkeit ist die Stiftung durch die Ausrichtung des „Braunschweiger Bürger-Brunchs“ bekannt: In den Jahren 2005, 2007, 2009, 2011, 2013 und 2016 wurden jeweils bis zu 1.000 Bierzeltgarnituren in der Altstadt aufgestellt. Diese Tische wurden an Bürger vermietet, die dort brunchten. Begleitend fanden sich gastronomische Stände sowie Bühnen mit Musik- und Unterhaltungsprogramm. Der Erlös der erfolgreichen Veranstaltung kam der Bürgerstiftung zugute. Am 17. September 2023 fand anlässlich des 20. Jubiläums der Stiftung der Bürgerbrunch ein letztes Mal statt.

## Auszeichnungen
Für den Braunschweiger Bürger-Brunch 2005 wurde beim Kompass-Wettbewerb für Stiftungskommunikation 2006 des Bundesverbandes Deutscher Stiftungen der erste Preis vergeben. Für ihr Pilotprojekt „Integrationsförderung von Migrantenkindern in Grundschulen“ erhielt sie beim Förderpreis 2007 der Aktiven Bürgerschaft e. V. einen zweiten Preis. Der Preis wurde vom damaligen Bundespräsidenten Horst Köhler persönlich überreicht.
Für das Pilotprojekt „Zweisprachiges Lesen“ erhielt die Bürgerstiftung am 27. Oktober 2010 den 3. Preis des Wettbewerbs „Engagement hat (s)einen Preis“ in Höhe von 7.000 Euro.
Die „Allianz für Bürgersinn“ hat das Projekt „Jung und engagiert“ im Herbst 2011 als eines von zehn Projekten bundesweit mit einem Preisgeld von 5.000 Euro bedacht. Im November 2012 erhielt die Stiftung erneut den „Kompass – Preis für gute Stiftungskommunikation“. Ausgezeichnet wurde der Jahresbericht 2011. Am 4. Oktober 2013 erhielten Ulrich E. Deissner und Karin Heidemann-Thien das Bundesverdienstkreuz aus den Händen von Bundespräsident Joachim Gauck im Berliner Schloss Bellevue. Die Ehrenamtlichen des Projekts „Radeln ohne Alter“ erhielten 2022 den Sonderpreis des „Gemeinsam-Preises“. Der Gemeinsam-Preis zeichnet Ehrenamt in der Region Braunschweig aus. Er ist eine Initiative der Braunschweiger Zeitung.